# Jon Gosselin
Jonathan Keith "Jon" Gosselin (Wyomissing, 1977. április 1. –) amerikai televíziós személyiség, a Jon & Kate és 8 gyerek reality tv-showban tűnt fel feleségével Kate Gosselinnal és 8 gyerekével.

## Élete
Jonathan Keith Gosselin Oshkoshban született Wisconsin államban és ott is nőtt fel középső gyerekként a háromból. Jon édesanyja koreai származású, édesapja francia, ír és walesi származású. A Wyomissing High Schoolban érettségizett 1995-ben.
Jon Kate Kreiderrel egy céges bulin találkozott 1997. október 5-én. 1999. június 12-én házasodtak össze. Az ikerlányok Cara és Madelyn 2000. október 8-án születtek. Jon nem szeretett volna egy harmadikat, de végül is Kate-tel úgy döntöttek, hogy megpróbálják még egyszer. 2004. május 10-én Kate hatosikreknek adott életet. (fiuk: Aaden Jonathan, Collin Thomas, Joel Kevin lányok: Leah Hope, Alexis Faith, Hannah Joy)) A hatosikrek 10 héttel előbb jöttek, mint várták.

## Televíziós hírnév
Mikor a hatosikrek 17 hónaposak lettek, a Discovery Health ajánlatot tett a párnak, hogy reality adásokban dokumentálja a család életét.
A Discovery Health speciális műsorát Surviving Sextuplets and Twins (Túlélni hatosikrekkel és ikrekkel)-nek hívták. 2005 szeptemberében adták le az 1 órás különkiadást. Egy évvel később újabb részt vettek fel Sextuplets and Twins:One year later (Hatosikrek és ikrek egy évvel később) címmel. A különkiadások leadása után a magas nézettség miatt a Discovery Health leszerződtette a párt és 2007 áprilisában elkezdődött a show. Egy héten 3-4-szer forgattak, amiért pénzt kapott a pár. Ezután a műsor a TLCre költözött.
Jon segített Kate-nek és Beth Carsonnak megírni a Multiple Blessings: Surviving to Thriving with Twins and Sextuplets (Több Áldás: Túlélni a virágzásban ikrekkel és hatosikrekkel) könyvet, ami szerepelt a The New York Times Bestseller listáján.

## Magánélete
2009. június 22-én egy epizódban a pár bejelentette, hogy elválnak, és hogy a válókeresetet már beadták. Jon új ház után nézett New York Cityben, a Donald Trump tulajdonában lévő Trump Placeen Manhattan felső nyugati részén.
Jon kijelentette, hogy Kate szerette volna a válást, míg Kate azt mondta, hogy "Jon tevékenysége" miatt hagyja el gyerekeivel. "Nincs más választásunk, de a védelmünk érdekében csak jogi úton tehetjük ezt meg." Jon kiadott egy nyilatkozatot, melyben kijelentette, hogy felesége volt az első aki jogi lépést intézett, és beszélt még arról, hogy mennyire szereti a gyermekeit. Híres ügyvédje Mark Heller volt. Nőttek a találgatások, miszerint Jon kapcsolata Hailey Glassmannel(Kate plasztikai sebészének a lánya) volt az oka a válásnak, de Hailey tagadta ezt mondván, hogy az ő kapcsolata Jonnal csak azután kezdődött, miután Jon több hónapja külön volt Katetől.
2009. szeptember 29-én a TLC bejelentette, hogy 2009. november 3-tól a Jon & Kate plus Eight(Jon & Kate és 8 gyerek) műsor Kate plus Eight(Kate és 8 gyerek) néven fut tovább. Jon továbbra is megjelenik a showban, csak ritkábban. Azonban 2009. október 1-jén a People.com nyilvánosságra hozott egy hírt, miszerint Jon beperelte a TLC-t, hogy állítsák le a showt és megtiltja, hogy a stáb a lakásába belépjen. 2009. november 23-án adják le a Jon & Kate és 8 gyerek utolsó adását -jelentette be a TLC három nappal előtte.
2009. szeptember végén Jon kérelmet nyújtott be, hogy 90 napra leállítsa a válást. "Szégyellem magam, mert Kate és én szétmentünk... Én rossz döntést hoztam amikor más nőkhöz fordultam ilyen hamar!" A válás feltételei között havi 22.000$ gyermektámogatás szerepelt.
2009. október 15-én bejelentették, hogy a TLC is pert indított Jon ellen a szerződésük állítólagos megszegéséért, amiért többször is megjelent a médiában fizetett és nem fizetett műsorokban. A társaság azt állítja, több mint 30.000$ vesztett a szerződés megszegése miatt. Jon ügyvédje azt válaszolta, hogy a szerződés semmisnek tekinthető, miután a TLC átnevezte a showt Jon & Kate és 8 gyerekről Kate & 8 gyerekre. A szerződés amúgy sem lenne érvényes, mert akkor írták alá, amikor még Jonnak nem volt jogi képviselete.
2009. december 18-án bejelentették, hogy a válás végleges. A hónap elején Hailey Glassman jelentett be, hogy szakít Jonnal mert mialatt a TLC-t perelte, megcsalta Kate Majorrel, aki a The Star bulvárlap riportere.
2009. december 26-án visszatért New York-i lakásába miután karácsonyi látogatást tett gyerekeinél. Mikor hazatért észrevette, hogy valaki a lakásába betört. Becslések szerint a kár 100.000$-ra rúgott. Egy üzenetet találtak exbarátnője Hailey Glassman aláírásával egy késsel Jon kredencére bökve, de a hatóságok megkérdőjelezték az üzenet és az aláírás hitelességét.

## Érdekességek
2011 februárjában Jon a Green Pointe Energy-nél dolgozott Pennsylvaniában. Munkája napelemek felszerelése volt. Mivel 2013 szeptemberétől pincér két pennsylvaniai étteremben, lakóhelye a közeli Robeson Township lett.

## Filmográfia
| Év        | Cím                                                                          | Szerep     | Műsor                | Megjegyzés                                                      |
| --------- | ---------------------------------------------------------------------------- | ---------- | -------------------- | --------------------------------------------------------------- |
| 2005      | Surviving Sextuplets and Twins (Túlélni hatosikrekkel és ikrekkel)           | Saját maga | Egy órás különkiadás |                                                                 |
| 2006      | Sextuplets and Twins: One Year Later (Hatosikrek és ikrek: Egy évvel később) | Saját maga | Egy órás különkiadás |                                                                 |
| 2007–2009 | Jon & Kate Plus 8 (Jon & Kate és 8 gyerek)                                   | Saját maga | Tv show              |                                                                 |
| 2010–2011 | Kate Plus 8 (Kate és 8 gyerek)                                               | Saját maga | Tv-show              | Nem minden részben szerepel,időnként megjelenik néhány adásban. |

## Fordítás
- Ez a szócikk részben vagy egészben  a   Jon Gosselin című angol Wikipédia-szócikk ezen változatának fordításán alapul.  Az eredeti cikk szerkesztőit annak laptörténete sorolja fel. Ez a jelzés csupán a megfogalmazás eredetét és a szerzői jogokat jelzi, nem szolgál a cikkben szereplő információk forrásmegjelöléseként.